# فوروو

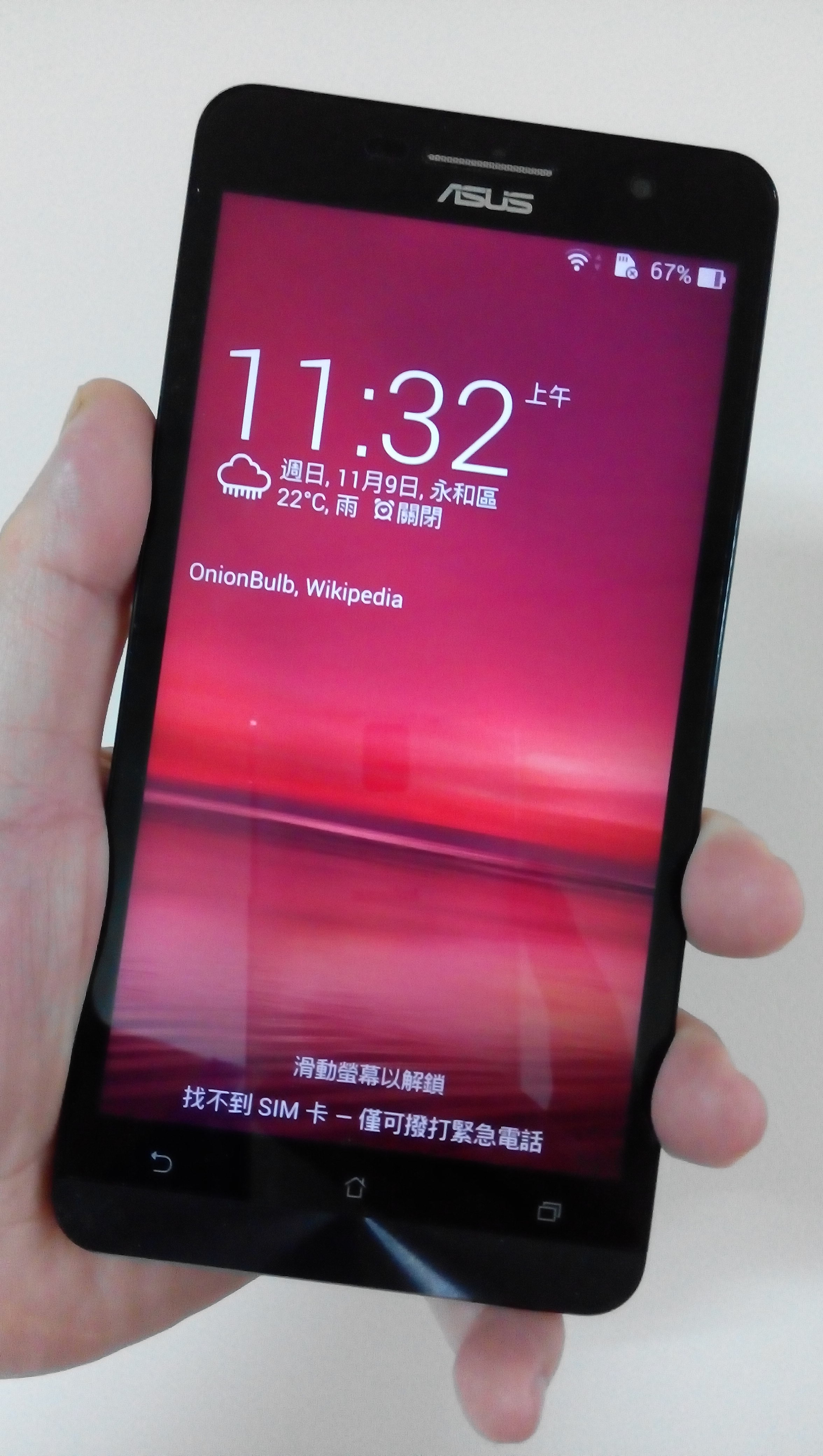
فوروو وبگاهی مشارکتی است که آوایش واژه‌ها و عبارات را به همه زبان‌های زنده دنیا با هدف آسان‌کردن آموزش و یادگیری زبان، در اختیار کاربران خود می‌گذارد.

فوروو وبگاهی مشارکتی است که آوایش واژه‌ها و عبارات را به همه زبان‌های زنده دنیا با هدف آسان‌کردن آموزش و یادگیری زبان، در اختیار کاربران خود می‌گذارد. فورو پروژه‌ای مشارکتی بوده که همه‌کس به صورت رایگان می‌تواند در آن عضو شود و واژه‌هایی به زبان مادری خود آوایش کند. فوروو متعلق به شرکت رسانه‌ای فورو که در سن سباستین اسپانیا قرار دارد. فورو بزرگترین وبسایت مربوط به راهنمای آوایش کلمات در اینترنت است. همهٔ واژه‌ها و عبارات موجود در وبسایت توسط کاربران آن آوایش شده‌است.